# Bletia patula
Bletia patula là một loài lan.